# Bornes
Bornes este un oraș din Dominica.